# 戎橋政造
戎橋 政造（えびすばし せいぞう、1969年1月22日 - ）は、日本の漫画家・イラストレーター。

## 略歴
- 1969年、大阪に生まれる。
- 1990年より『さぶ』にてデビュー。当時、期待の新人として脚光を浴びる。
- 1995年4月、創刊された『G-men』で活動を始める。
- 2007年4月末、古川書房より初のコミックス「田舎のもてなし」（原作：小玉オサム）の発売が決定。
- 2007年4月21日に新宿二丁目で行われたゲイナイト「BULK!!」に「田舎のもてなし」に登場するキャラクターのイラストを提供した。
- 2007年4月27日から5月6日まで、上野NETYにて戎橋政造展が開催される。
- 2014年からは、長らく活動していた『G-men』から退き、同人での活動を開始した（経緯については『G-men』の項を参照）。
- 2017年2月15日から6月26日まで、留置場生活を送っていたことを自著で明らかにした。

## 作風
「太め」「熊系」という男らしいキャラクター造形で人気を博し、『SAMSON』『Badi』『G-men』など、主要なゲイ雑誌には彼の漫画やイラストレーションがほぼ掲載されている。作品の内容は、ハードなSMのディープなものからコミカルタッチまで幅広い。ストーリーも、自作のものから小説を原作にした作品までこなしている。
DiGiket.comで発表したデジタル同人誌に、はるき悦巳作『じゃりン子チエ』をリスペクトしたファンアート作品『西荻慕情』が有り、ゲイ雑誌での連載作品やイラストに見られる氏の特徴的作風と大幅に異なり、中学生時代の「竹本 テツ」を主人公にした、原作に近い作画に加え内容も作品イメージに気を遣った（かなりマイルドな）成人向け作品が有る。

## 作品

### 単行本
- 田舎のもてなし 愛蔵版（原作：小玉オサム、2007年 古川書房）
- Burst Beast 愛蔵版（2007年 古川書房）
- 魚屋健介（原作：小玉オサム、2008年 古川書房）
- 出玉炸裂!（2008年 古川書房）
- 神楽舞（原作：城平海、2009年 古川書房）
- 月下獄経 上下（2008年 古川書房）
- 島のおまわりさん（原作：小玉オサム、2010年 古川書房）
- ハナユケ！（原作：南風鈴、2011年 古川書房）
- Burst Beast 完全版（2012年 古川書房）
- 島のおまわりさん 完全版（原作：小玉オサム、2012年 古川書房）
- 風雲！男子寮 戎橋政造・短編漫画集2（2013年 古川書房）
- 神楽舞  新装版（原作：城平海、2015年  古川書房）

### G-men
- 房総半島台風前線（原作：南風鈴、連載期間：2012年3月～2013年1月）
- 信頼第一（202号、2012年11月）
- チカンデンシャ（205号、2013年2月）
- はじめてのアレコレ（206号、2013年3月）
- 田舎の揉み屋（原作：小玉オサム、連載期間：2013年6月～2014年2月）※未完

### コミックG.G.
- マンホール（No.06「肉体労働者」、2012年5月）
- 屋上（No.07「真夏のハッテン場」、2012年9月）
- ご乗車ありがとうございます（No.08「エロいおっさん」、2012年11月）
- ナイショやで（No.09「ガッチビ攻め」、2013年2月）